# Любен Петров
Вижте пояснителната страница за други личности с името Любен Петров.
Любен Йорданов Петров е високопоставен офицер от Българската армия и впоследствие влиятелна политическа фигура. Роден е на 22 април 1938 г. в село Еленово, Община Благоевград, област Благоевград.

## Животопис
Роден е на 22 април 1938 г. в горноджумайското село Еленово. Завършва Висшето военно училище „Васил Левски“ във Велико Търново през 1959 г., Военна академия „М. В. Фрунзе“ (1972) и Военната академия на Генералния щаб на Русия (1982) в Москва. Преминава през всички командни длъжности в Българската армия. От 23 септември 1959 г. е командир на танков взвод към поделението в Кресна, а по-късно и в Симитли. Между 1964 и 1969 г. е командир на рота в Гоце Делчев. От 1972 до 1973 г. е командир на танков батальон в Кресна. Между 1973 и 1976 г. е командир на 11-и танков полк в Банско. От 1976 до 1977 г. е началник на оперативното отделение в щаба на трета мотострелкова дивизия в Благоевград. Между 1982 и 1983 г. е командир на единадесета танкова бригада, а след това до 1987 г. на трета мотострелкова дивизия. Командващ Първа армия (1987 – 1990). От август 1990 г. е първи заместник-началник на Генералния щаб на българската армия. На 2 август 1991 г. е назначен за първи заместник-министър на отбраната и началник на Генералния щаб на Българската армия до 2 септември 1994 г.
От 8 ноември 1991 г. до 1 февруари 1993 г. носещия звание армейски генерал Йордан Мутафчиев с военно отличие „Маршалска звезда“ за армейски генерал, заемащ военната длъжност „главен инспектор на Въоръжените сили“ демонстративно не става на заседания, при влизането на носещия по-ниското звание генерал-полковник Петров, началник на ГЩ.
Началникът на Генералния щаб на Българската армия е повишен звание Армейски генерал на 1 февруари 1993 г. с указ на президента на Република България.
На 23 декември 1994 г. президентът на Република България Желю Желев подписва указ за уволнение по дисциплинарен ред на Армейски генерал Петров.
Армейски генерал о.з. Любен Петров е член на Общонародния комитет за защита на националните интереси. Член е на Висшия съвет на БСП от май 1998 г. Член на Комисията по политиката на БСП по националната сигурност към ВС на БСП. Депутат от Плевен в XXXVII народно събрание (Парламентарна група на демократичната левица). Председател на Комисията по национална сигурност от 16 май 1996 до февруари 1997 г. Депутат от София в XXXIX народно събрание (Парламентарна група на Коалиция за България). Член е на Комисията по труда и социалната политика и на Комисията по вътрешна сигурност и обществен ред в XXXIX НС.
Снет от запас на 22 април 2003 г. – на 65 год пределна възраст
През 2006 година е кандидат за президент, но след дългогодишното забвение, остава последен сред 7-те кандидата.

## Военни звания
- младши лейтенант – 23 септември 1959
- лейтенант – 19 декември 1961
- старши лейтенант – 30 декември 1964
- капитан – 15 октомври 1968
- майор – 20 септември 1973
- подполковник – 20 септември 1978
- полковник – 8 септември 1983
- генерал-майор – 6 септември 1985
- генерал-лейтенант – 8 септември 1988
- генерал-полковник – 7 септември 1991
- армейски генерал – 1 февруари 1993

| Резултати от президентските избори в България на 22/29 октомври 2006 година | Резултати от президентските избори в България на 22/29 октомври 2006 година | Резултати от президентските избори в България на 22/29 октомври 2006 година | Резултати от президентските избори в България на 22/29 октомври 2006 година | Резултати от президентските избори в България на 22/29 октомври 2006 година | Резултати от президентските избори в България на 22/29 октомври 2006 година | Резултати от президентските избори в България на 22/29 октомври 2006 година |
| --- | --------------------------------------------------------------------------- | --------------------------------------------------------------------------- | --------------------------------------------------------------------------- | --------------------------------------------------------------------------- | --------------------------------------------------------------------------- | --------------------------------------------------------------------------- |
| \| Кандидат-президент \| Кандидат-вицепрезидент \| Издигнати от: \| Гласове на I тур \| Процент гласове на I тур \| Гласове на II тур \| Процент гласове на II тур \| \| ------------------------------------ \| ---------------------- \| ------------------------------ \| ---------------- \| ------------------------ \| ----------------- \| ------------------------- \| \| Неделчо Беронов \| Юлиана Николова \| Инициативен комитет \| 271 078 \| 9,753% \| \| \| \| Любен Петров \| Нели Топалова \| Инициативен комитет \| 13 854 \| 0,498% \| \| \| \| Георги Първанов \| Ангел Марин \| Инициативен комитет \| 1 780 119 \| 64,047% \| 2 050 488 \| 75,948% \| \| Григор Велев \| Йордан Мутафчиев \| Целокупна България \| 19 857 \| 0,714% \| \| \| \| Петър Берон \| Стела Банкова \| Инициативен комитет \| 21 812 \| 0,785% \| \| \| \| Волен Сидеров \| Павел Шопов \| ПП „Атака“ \| 597 175 \| 21,486% \| 649 387 \| 24,052% \| \| Георги Марков \| Мария Иванова \| Ред, законност и справедливост \| 75 478 \| 2,716% \| \| \| \| Общо: \| Общо: \| Общо: \| 2 779 373 \| 2 779 373 \| 2 699 875 \| 2 699 875 \| \| Десница и център Крайно дясно Левица \| \| \| \| \| \| \| |                                                                             |                                                                             |                                                                             |                                                                             |                                                                             |                                                                             |
| Кандидат-президент | Кандидат-вицепрезидент                                                      | Издигнати от:                                                               | Гласове на I тур                                                            | Процент гласове на I тур                                                    | Гласове на II тур                                                           | Процент гласове на II тур                                                   |
| Неделчо Беронов | Юлиана Николова                                                             | Инициативен комитет                                                         | 271 078                                                                     | 9,753%                                                                      |                                                                             |                                                                             |
| Любен Петров | Нели Топалова                                                               | Инициативен комитет                                                         | 13 854                                                                      | 0,498%                                                                      |                                                                             |                                                                             |
| Георги Първанов | Ангел Марин                                                                 | Инициативен комитет                                                         | 1 780 119                                                                   | 64,047%                                                                     | 2 050 488                                                                   | 75,948%                                                                     |
| Григор Велев | Йордан Мутафчиев                                                            | Целокупна България                                                          | 19 857                                                                      | 0,714%                                                                      |                                                                             |                                                                             |
| Петър Берон | Стела Банкова                                                               | Инициативен комитет                                                         | 21 812                                                                      | 0,785%                                                                      |                                                                             |                                                                             |
| Волен Сидеров | Павел Шопов                                                                 | ПП „Атака“                                                                  | 597 175                                                                     | 21,486%                                                                     | 649 387                                                                     | 24,052%                                                                     |
| Георги Марков | Мария Иванова                                                               | Ред, законност и справедливост                                              | 75 478                                                                      | 2,716%                                                                      |                                                                             |                                                                             |
| Общо: | Общо:                                                                       | Общо:                                                                       | 2 779 373                                                                   | 2 779 373                                                                   | 2 699 875                                                                   | 2 699 875                                                                   |
| Десница и център Крайно дясно Левица |                                                                             |                                                                             |                                                                             |                                                                             |                                                                             |                                                                             |

Генерал Петров е женен, има 2 деца.